# Boussu
Boussu (wa. i pcd. Boussu-dlé-Mont) – miejscowość i gmina w południowej Belgii, w Regionie Walońskim, w prowincji Hainaut, w okręgu Mons. Według Dyrekcji Generalnej Instytucji i Ludności, 1 stycznia 2024 roku gmina liczyła 20 283 mieszkańców.

## Podział administracyjny
W skład gminy wchodzi jedna dzielnica (section):
- Hornu

## Zabytki
- kaplica (Chapelle funéraire des seigneurs)
- Grand-Hornu, dawny kompleks przemysłowy górnictwa węgla kamiennego
- amfiteatr

## Osoby

### urodzone w Boussu
- Joachim Bottieau (1989), belgijski judoka
- Massimo Bruno (1993), belgijski piłkarz
- Jonathan Dufrasne (1987), belgijski kolarz szosowy
- Jules Guérin (1801–1886), belgijski lekarz
- Jean-Robert Huart (1902–1967), belgijski karateka
- Marcel Moreau (1933), belgijski pisarz
- Robert Urbain (1930), belgijski polityk, nauczyciel

## Współpraca
Miejscowości partnerskie:
- Anzin, Francja
- Apt, Francja
- Hammam Susa, Tunezja
- Willebroek, Antwerpia